# Objeción de la exigencia
La objeción de la exigencia es un argumento común planteado en contra del utilitarismo y otras teorías éticas consecuencialistas. El requisito consecuencialista de maximizar el bien de manera imparcial parece requerir, según esta objeción, que realicemos actos que normalmente consideraríamos opcionales.
Por ejemplo, si nuestros recursos maximizan la utilidad a través de contribuciones benéficas en lugar de gastarlos en nosotros mismos, según el utilitarismo, estamos moralmente obligados a hacerlo. La objeción sostiene que esto choca con nuestras intuiciones sobre la moralidad, ya que normalmente consideraríamos tales actos como «supererogatorios» (loable, pero no obligatorios).[cita requerida] Se argumenta que debido a que el consecuencialismo parece exigir más que la moralidad del sentido común, debería ser revisado o rechazado.[cita requerida]

## Premisa de Singer
Peter Singer hizo famoso el caso de su forma exigente de consecuencialismo en «Hambruna, Riqueza y Moral» (en inglés: Famine, Affluence and Morality, Singer 1972). Aquí está la esencia del argumento de Singer:
1. «El sufrimiento y la muerte por falta de alimentos, refugio y atención médica son malos».[3]
2. «Si está en nuestro poder evitar que algo malo suceda, sin sacrificar nada de importancia moral comparable, entonces debemos hacerlo moralmente».[3]
3. «No hace ninguna diferencia moral si la persona a la que puedo ayudar es el hijo de un vecino a diez metros de mí o un bengalí cuyo nombre nunca conoceré, a diez mil millas de distancia».[3]
4. «El principio no hace ninguna distinción entre casos en los que soy la única persona que podría hacer algo y casos en los que soy solo uno entre millones en la misma posición».[4]

Dado que está en nuestro poder prevenir el sufrimiento sin sacrificar nada de importancia moral comparable y debido a que la tercera y cuarta premisa rechazan dos intuiciones comúnmente sostenidas sobre nuestras obligaciones morales, estamos moralmente obligados a prevenir el sufrimiento en cualquier forma. La moralidad, tal como la entiende Singer (desde una perspectiva consecuencialista), realmente es (y debería ser) tan exigente.

## Objeción de Corbett
Bob Corbett argumenta que la definición de «obligación moral» de Singer es demasiado amplia y se opone a la extrema simplicidad de los conceptos de Singer sobre «Pobreza Absoluta» (cualquier cosa por debajo del umbral de supervivencia) y «Lujo Absoluto» (cualquier cosa por encima del umbral de supervivencia).
Él argumenta que la definición de Singer sobre lo que es posible para un individuo, aunque técnicamente cumple con el mandato, viola el espíritu del principio kantiano de que «deber» implica «poder». Citando el hecho de que Singer mismo considera que adherirse a esta definición «extrema» es impráctico, Corbett afirma que, por lo tanto, no puede considerarse como una obligación moral.
Corbett argumenta además que su propia definición de circunstancias que cumplen con los criterios de una «obligación moral» existe solo en proximidad extrema: por ejemplo, un accidente de automóvil directamente en presencia de un profesional médico. «La necesidad práctica de tener una obligación moral que podamos cumplir nos exige limitarnos en la obligación a aquellos casos que experimentamos directamente en las posibilidades de vida y no a todo el mundo de sufrimiento que podemos conocer».
Para Corbett, tener una obligación moral con personas a miles de millas de distancia «es psicológicamente demasiado fuerte [un requisito] para que nadie lo logre»; por lo tanto, no puede ser una obligación moral.

## Objeción de Pettit
Philip Pettit responde al cuarto punto de Singer. Para Pettit, hay una distinción entre casos en los que uno es la única persona que posiblemente podría hacer algo y casos en los que uno es solo uno entre millones en la misma posición (comparable al efecto espectador).: 163–169  Él argumenta que «existe una distinción entre lo que es mejor hacer y lo que no se puede razonablemente criticar que se haga».: 165 
Para Pettit, esto depende de una cuestión de justificación. Si soy la única persona que posiblemente puede salvar la vida de alguien y puedo hacerlo a un costo relativamente bajo para mí, pero no lo hago, no tengo forma de justificar mi comportamiento ante los demás. Si soy uno entre millones que pueden salvar la vida de un huérfano bengalí donando a la caridad, entonces solo tengo una obligación limitada hacia ese niño, compatible con que otros tengan una obligación similar. Es decir, no necesito reducirme al nivel de utilidad marginal para ayudar a ese niño; todo lo que necesito hacer es mi parte justa. Si el niño muere porque otros no han hecho su parte justa, la responsabilidad recae en esos otros, no en mí. Para Pettit, el hecho de que haya hecho mi parte justa es suficiente justificación para haber permitido que el niño muera; por lo tanto, no se me puede criticar razonablemente por haber actuado de esta manera.

## Defensa de Nagel
Según Thomas Nagel, el consecuencialismo no necesita ser demasiado exigente, ya que es posible distinguir entre razones «agente-neutral» y razones «agente-relativas».: 101–102 
Una razón agente-neutral es una razón que se aplica a cualquiera, independientemente de sus circunstancias particulares: por ejemplo, cualquiera tiene una razón para querer que se detenga cualquier dolor, independientemente de si es suyo.
Una razón agente-relativa es una razón que se aplica solo a individuos particulares: por ejemplo, no todos tienen una razón para querer que yo estudie todos los días, sin embargo, «yo» tengo una razón para querer estudiar todos los días, porque quiero aprobar mis exámenes.
Dado que «mis» proyectos dependen de mis intereses y deseos, y dado que «mis» intereses y deseos no parecen generar razones agente-neutral, por eliminación, las razones en cuestión deben ser agente-relativas. Habiendo establecido que existen razones genuinas agente-relativas, Nagel concluye que a veces debe ser posible perseguir nuestros propios intereses en lugar del bien general, ya que las razones agente-relativas a veces superarán a las razones agente-neutral. Por lo tanto, el hecho de que existan requisitos morales no necesita entrar en conflicto con la búsqueda de nuestros propios proyectos.

### Réplica de Kagan a Nagel
Shelly Kagan argumenta que aunque la explicación de Nagel establece la existencia de razones agente-relativas, no las explica y, por lo tanto, hace poco para vindicar la intuición que Nagel intenta defender, es decir, que podemos promover nuestros propios proyectos sin comprometer los imperativos morales.
Kagan argumenta además que el argumento de Nagel puede justificar actuar para promover nuestros propios proyectos, pero no parece dar cuenta del hecho de que somos libres de sacrificar nuestros propios intereses si así lo deseamos. Kagan afirma que el argumento de Nagel implica que tal sacrificio siempre debe ser irracional cuando existen razones agente-relativas en conflicto. Dado que no es irracional, su premisa no es claramente compatible con la idea de que tenemos requisitos morales en primer lugar.